# Pascal Marchetti
Pascal Marchetti (San Nicolao, 19 marzo 1925 – Parigi, 17 maggio 2018) è stato un linguista francese.

## Biografia
Insegnò per molti anni nelle Classe préparatoire aux grandes écoles al Lycée Louis-le-Grand e al Lycée Henri-IV di Parigi, per poi diventare professore all'Università di Bologna e in seguito all'Università di Napoli. Dopo il riacquistu di metà anni '70 pubblicò molti studi sulla lingua corsa analizzando i vari dialetti dell'isola nell'ottica di una normalizzazione linguistica. Il suo libro L'usu corsu, del 1971, è una sorta di inizio non ufficiale della codificazione corrente della lingua: esso riassume il lavoro di molti specialisti che l'hanno preceduto e offre innovazioni in grassetto.
Fu sempre favorevole a riportare la lingua còrsa nell’ambito dell’area linguistica e culturale italiana.
É morto a Parigi il 17 maggio 2018 a 93 anni nella sua casa del X arrodissement e il 23 maggio è stato sepolto nel cimitero del suo paese natale in Corsica.